# Чешко Брезово
Чешко Брезово (слч. České Brezovo) насељено је мјесто са административним статусом сеоске општине (слч. obec) у округу Полтар, у Банскобистричком крају, Словачка Република.

## Становништво
| Година:    | 1994. | 2004.    | 2014.   | 2024.    |
| ---------- | ----- | -------- | ------- | -------- |
| Број људи: | 983   | 492      | 505     | 435      |
| Разлика:   |       | -49,94 % | +2,64 % | -13,86 % |

| Година:    | 2023. | 2024.   |
| ---------- | ----- | ------- |
| Број људи: | 441   | 435     |
| Разлика:   |       | -1,36 % |

Према подацима о броју становника из 2011. године насеље је имало 506 становника.